# Geschichte Niederösterreichs

Das niederösterreichische Wappen symbolisiert die republikanische Mauerkrone und die fünf habsburgischen Erblande.

Die Geschichte Niederösterreichs deckt sich, da Niederösterreich das Kernland der heutigen Republik Österreich bildet, in vielen Epochen mit der österreichischen Geschichte. Dieser Artikel zeigt die regionsspezifischen Eigenheiten und die Entwicklung zum heutigen Bundesland auf.

## Erdgeschichtliche Zeiten
Das Gebiet des heutigen Niederösterreichs lag über Millionen Jahre in und am Randmeer Paratethys, an der Bruchlinie zwischen Laurasia und Gondwana, den Urkontinenten, die sich aus dem letzten Superkontinent Pangaea gebildet hatten. Prägend für die Geologie Niederösterreichs war die Alpidische Gebirgsbildung.

## Altertum

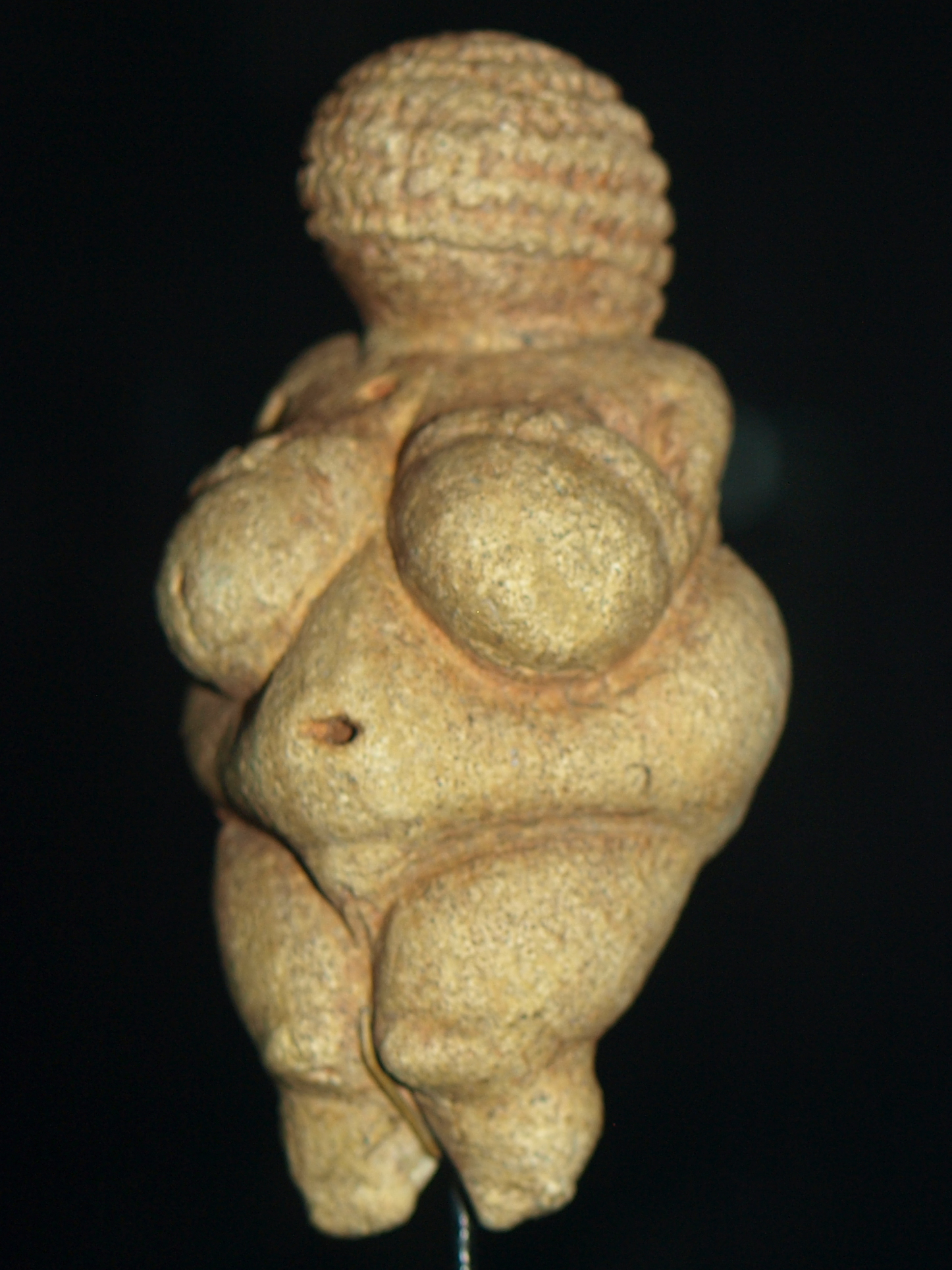
Die 11 cm große und um 25.000 v. Chr. angefertigte Venus von Willendorf

### Mittelpaläolithikum und Jungpaläolithikum
Die ersten Spuren menschlicher Besiedlung in Niederösterreich stammen aus dem Mittelpaläolithikum und sind etwa 60.000 Jahre alt. Es handelt sich dabei um primitive Werkzeuge, die Neandertaler in der Gudenushöhle und der Teufelslucken zurückgelassen haben. Mehr Funde sind aus dem Jungpaläolithikum (etwa 40.000–9.700 v. Chr.) erhalten. Der bekannteste ist die Venus von Willendorf, vorwiegend fand man Jagdwaffen. Die Jäger und Sammler lebten vor allem im Gebiet entlang der Donau, es entstanden bereits Wandersiedlungen für 30 bis 100 Personen, anfangs um Höhlen und Felsdächer herum. Man benötigte große Streifgebiete, um genügend Nahrung zu finden und bevorzugte Gegenden mit schwachem Waldwuchs. Während der Mittelsteinzeit (etwa 9.700–4.500 v. Chr.) besserten sich die Lebensverhältnisse durch einen starken Temperaturanstieg. Man fand Geräte aus Holz, Knochen und Horn sowie größere Steinbeile. Die Menschen begannen Hunde als Haustiere zu halten, betrieben Jagd mit Pfeil und Bogen, Fischfang mit Harpunen, Angeln und Netzen und sammelten Früchte.

### Jungsteinzeit
Die Jungsteinzeit (Neolithikum), in der der Mensch sesshaft wurde, dauerte in Niederösterreich etwa von 5500 bis 2200 v. Chr. Es entstanden erste dauerhafte Bauernsiedlungen, die verschiedene Getreidearten für die Broterzeugung sowie Bohnen, Linsen, Erbsen und Mohn anbauten. Abseits der mit einfachem Werkzeug bearbeiteten Äcker wurden auch Äpfel und Birnen kultiviert. An Tieren wurden Ziegen, Schafe und Schweine, später auch Pferde und Rinder gehalten, die Schafwolle wurde wie der Gemeiner Lein zu Kleidungsstücken verarbeitet. Die Holz- und Steinbearbeitung wurde qualitativ besser, Frauen- und Tierplastiken sowie erste Tongefäße entstanden. Die meisten Siedlungsgebiete findet man im Weinviertel. Sie bestanden aus bereits festeren Häusern mit Ställen und Vorratsspeichern (vergl. Langhäuser), die in kleinen, Dörfern zusammenstanden, die nach Rodungen im weiten Eichenmischwald errichtet werden konnten. Man kann für diese Zeit bereits unterschiedliche Stämme, vielleicht auch unterschiedliche Kulturen im Raum Niederösterreich vermuten. Um 5000 v. Chr., gegen Ende der linearbandkeramischen Kultur, kam es auf dem Gelände der heutige Ortschaft Schletz (Gemeinde Asparn an der Zaya) zum Massaker von Schletz, dem mehr als 200 Menschen aller Altersstufen zum Opfer fielen. Seit etwa 2000 v. Chr. kam es zu einschneidenden sozialen Änderungen, als erstmals hierarchisch höher stehende, adelige Führungsgruppen entstanden. Dies schließt man aus Siedlungsfunden, die nicht mehr nur aus vielen kleinen Häusern bestehen, sondern um einen zentralen Ort, wie etwa einer Höhle gruppiert sind. Die älteste Wallburg mit einem Durchmesser von 400 m wurde in Falkenstein ergraben. Während der Jungsteinzeit arbeitete man in Niederösterreich auch schon mit Kupfer, die Toten wurden oft in Hockstellung begraben. Die Hauptfundplätze liegen im östlichen Waldviertel und südlich der Donau. Gegen Ende der Jungsteinzeit scheinen auch Wien und Gebiete im Süden der Stadt stärker besiedelt worden zu sein.
Die über ganz Mitteleuropa verbreitete sogenannte Bandkeramische Kultur wurde in Niederösterreich gegen 3.900 v. Chr. von der Lengyel-Kultur abgelöst, aus der Beispiele von Kannibalismus bekannt sind. Seit etwa 2500 v. Chr. trat die Trichterbecherkultur an ihre Stelle. Gegen 1.900 wurde sie von der Schnurkeramik abgelöst, um 1800 erreichte die von Spanien ausgehende und ab da bald dominierende Glockenbecherkultur Niederösterreich. Auch die Badener Kultur fällt in diese Zeit, für sie ist bereits die Verwendung von Wägen belegt.

### Bronzezeit
Die Bronzezeit dauerte in Niederösterreich etwa von 1.800 bis 800 v. Chr. Es gab die Urnenfelderzeit und die Hallstattzeit. So wurde im Weinviertel bei Schleinbach bronzezeitliche Gräber aus dem Aunjetitzer Kulturkreis entdeckt, deren Fundstücke im Museum für Urgeschichte in Asparn an der Zaya verwahrt werden.

### Eisenzeit
Die Eisenzeit dauerte in Niederösterreich etwa von 800 v. Chr. bis zur Zeitenwende.

### Kelten
In der Frühgeschichte und Antike im 2. Jahrhundert v. Chr. lebten Kelten im niederösterreichischen Voralpenraum und errichteten mit Noricum das erste und einzige keltische Staatsgebilde. Die keltischen Völker mussten dem wachsenden Einfluss des Römischen Reichs im Alpenraum nach und nach weichen und wurden schließlich nach dem Pannonischen Aufstand um das Jahr 8 n. Chr. endgültig unterworfen.

### Römer
Die Region des heutigen Niederösterreichs südlich der Donau wurde in die römische Provinz Pannonia eingegliedert, im Lauf des 1. Jahrhunderts n. Chr. wuchs die Garnisonsstadt Carnuntum zur Hauptstadt der Provinz heran. Bis heute sind die Ruinen eine Touristenattraktion. Das Heidentor bei Carnuntum ist der einzige oberirdisch erhalten gebliebene Bau aus der Römerzeit. In dieser Zeit entstand auch entlang der Donau der Limes als Verteidigungswall gegen Norden. Auch da gibt es einige erhaltene Reste wie in Tulln oder Zeiselmauer. Der römische Einfluss ging mit der Völkerwanderung zurück und verschwand im ausgehenden 6. Jahrhundert vollständig.
So begannen im Norden des Gebiets  Niederösterreichs Ostgoten, Langobarden, Heruler und Rugier (Rugiland) Herrschaften aufzubauen, bevor die Awaren kamen.

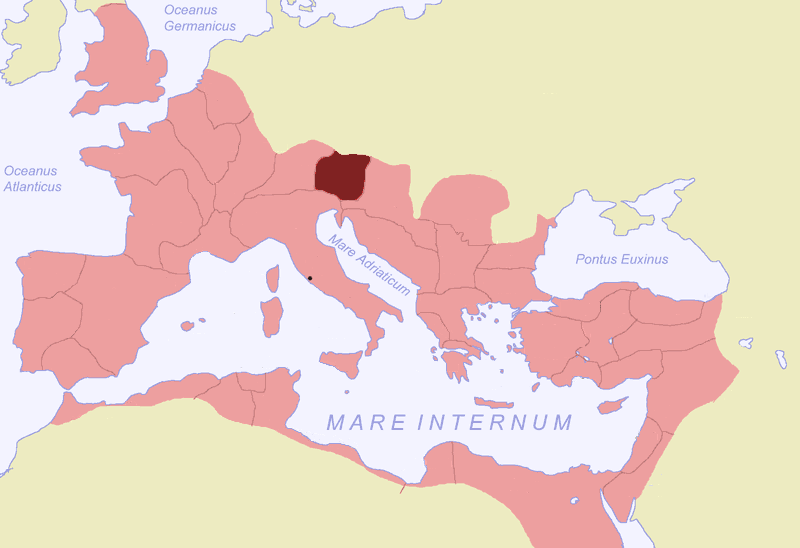
Lage der Provinz Noricum im Römischen Reich um 116

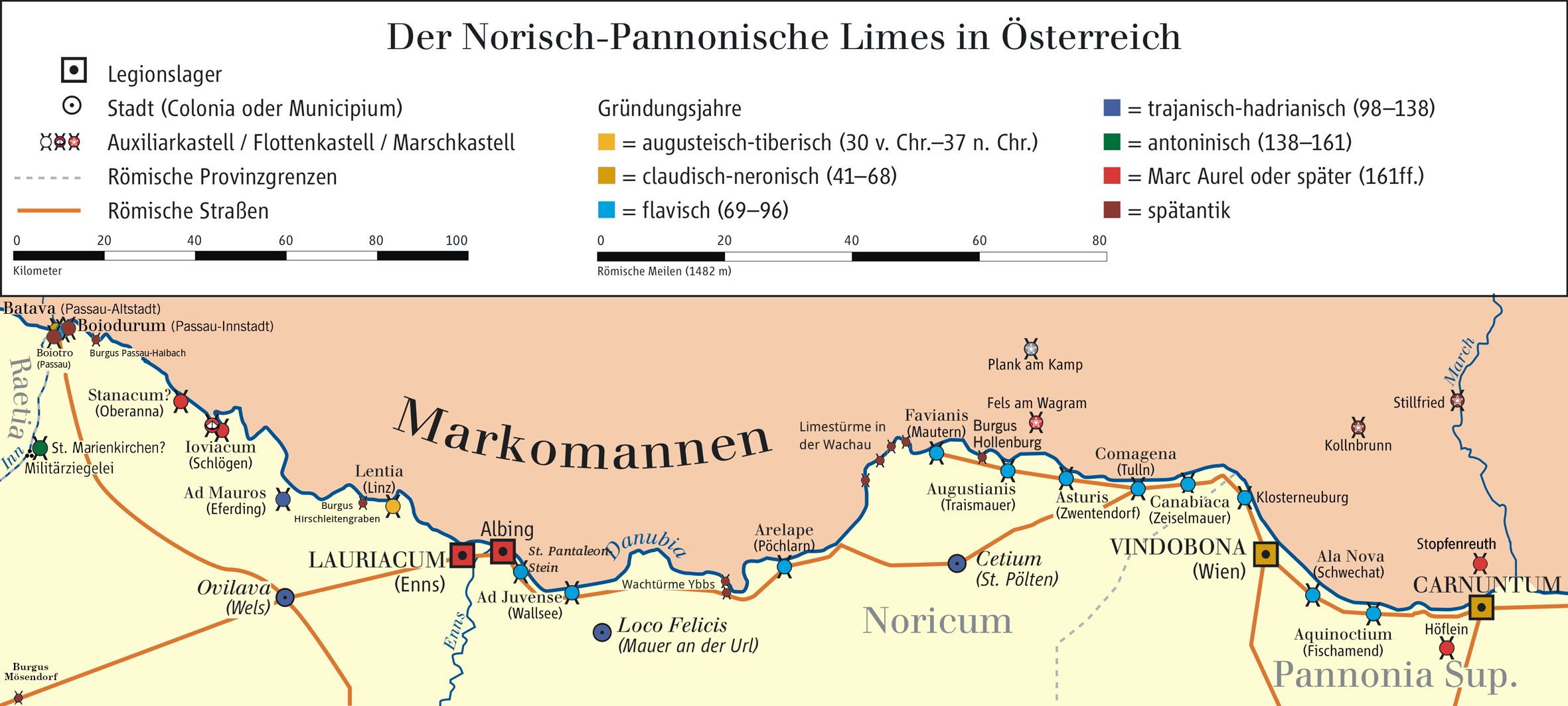
Römische Siedlungen Niederösterreichs

## Mittelalter

### Entstehung der Marcha Orientalis
Nach dem Zusammenbruch des Römischen Reichs hatten ab dem 6. Jahrhundert das asiatische Volk der Awaren sowie die von den Awaren bedrängten Slawen aus dem Osten bzw. Südosten kommend die ehemaligen römischen Provinzen Pannonia und Noricum teilweise besiedelt. Etwa gleichzeitig bildete sich ab Mitte des 6. Jahrhunderts mit den Agilolfingern die erste bairische Stammesdynastie, die von ihrem Herrschaftssitz in Regensburg aus ihr Hoheitsgebiet bis Mitte des 8. Jahrhunderts nach Osten bis zur Enns und nach Süden bis ins heutige Südtirol erweiterten.
Der Frankenkönig Karl der Große verleibte im Jahr 788 das bis dahin selbstständige Herzogtum Baiern in sein Reich ein. Östlich davon errichtete er um 800 die sogenannte Awarenmark sowie südlich davon die Mark Karantanien, die, als Lehen vergeben, zum Schutz seines Reichs gegen die von Osten vordringenden Awaren dienen sollten. Nach den Erbfolgekonflikten unter Karls Nachfolgern und dem daraus resultierenden Vertrag von Verdun 843 gehörte das Herzogtum Baiern mit den beiden Marken schließlich dem Ostfrankenreich an. Die auf dem oberpannonischen Teil des Gebiets der vormaligen Awarenmark eingerichtete fränkische Provinz Marcha Orientalis ‚Mark im Osten‘, welche sich über alle bairischen Ostlande erstreckte und somit auch als bairisches Ostland bezeichnet wird, hatte als Präfektensitz eine das heutige Niederösterreich großteils abdeckende oberpannonische Donaugrafschaft. Diese Grafschaften lagen beiderseits der Donau von der Enns im Westen bis zur March und Leitha im Osten.

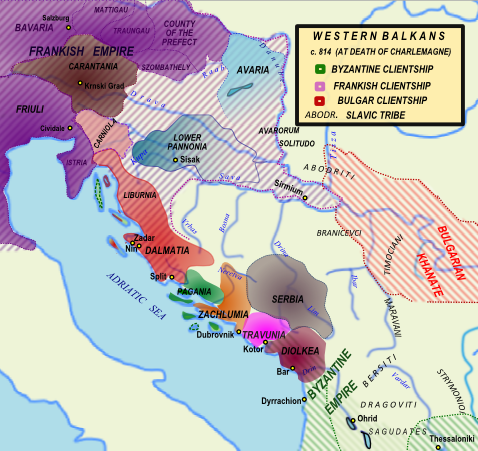
Das Gebiet des Präfekten im Jahr 814

Im 9. Jahrhundert im Osten herausgefordert vom Mährerreich, musste sich im 10. Jahrhundert die ostfränkischen Herrschaft gegen die über das unterpannonische Plattensee-Fürstentum nach Mitteleuropa vordrängenden Magyaren wehren (siehe Schlacht von Pressburg 907), bis diese sich nach der Niederlage in der Schlacht auf dem Lechfeld 955 zurückzogen.

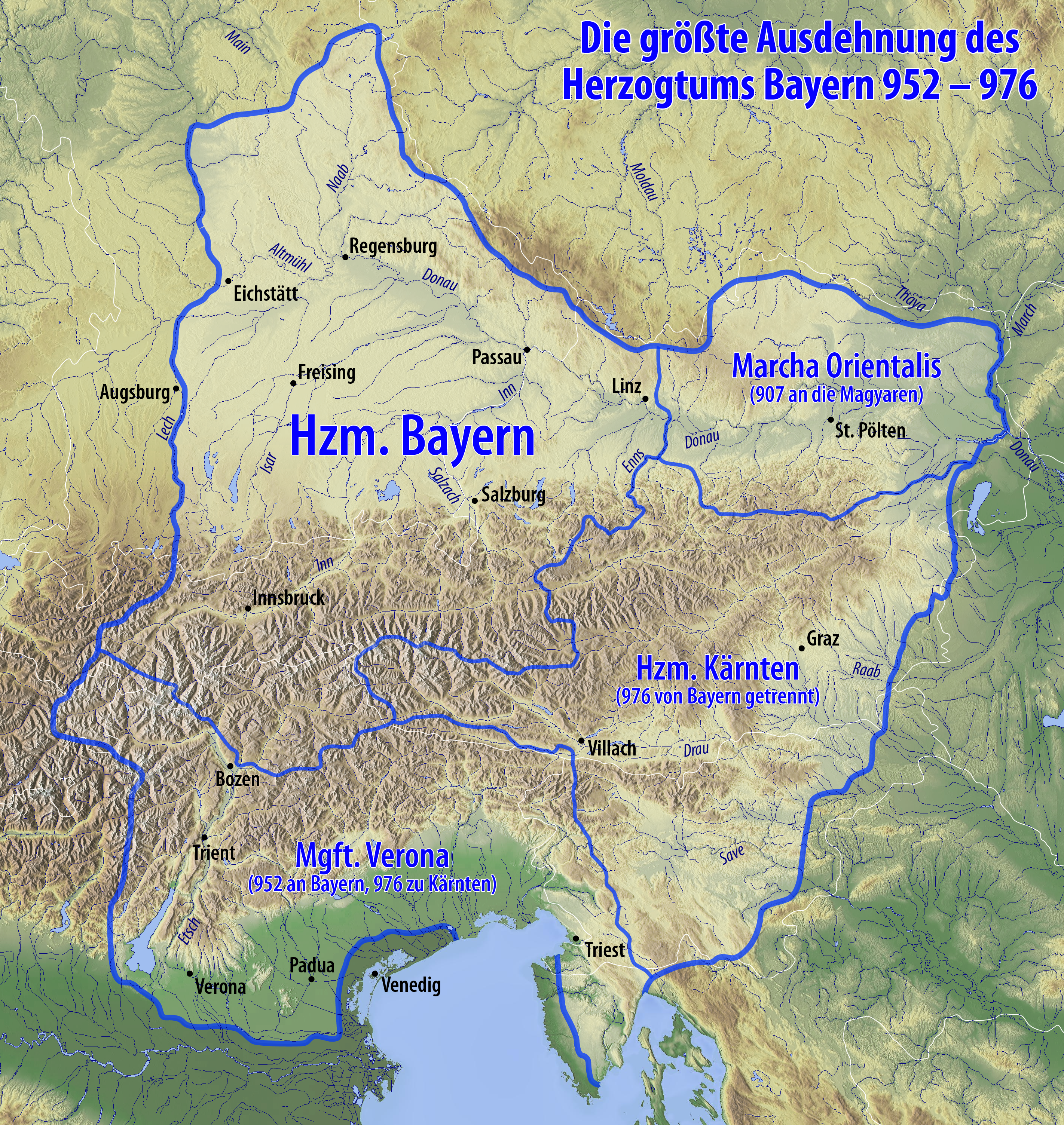
Herzogtum Bayern mit der Provinz Marcha Orientalis im 10. Jahrhundert

### Ostarrîchi unter den Babenbergern

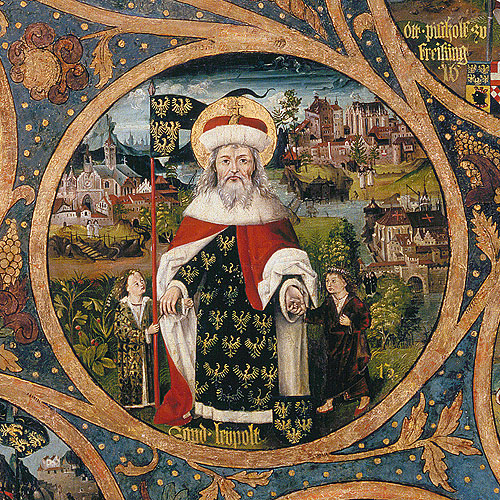
Leopold III., der Heilige, vor Klosterneuburg (Babenberger-Stammbaum, um 1490, Stift Klosterneuburg)

Zwanzig Jahre später, um 975, etablierte sich in der Marcha Orientalis die Dynastie der Babenberger; es wird vermutet, dass der Begründer dieser Dynastie, Liutpold, Graf des Donaugaues, von Kaiser Otto II. als Belohnung für seine Treue während des bairischen Aufstandes 976 zum Graf der Marchia Orientalis ernannt wurde. Liutpold und seine Nachfolger – die Babenberger regierten bis 1246 – dehnten ihr Herrschaftsgebiet auf Kosten vor allem der Ungarn sukzessive aus. Die Markgrafschaft wurde auch als Ostarrichi (spätere Schreibweise: Österreich) bezeichnet, was als volkssprachliche Übersetzung für Marchia Orientalis gilt.
Besonders Markgraf Leopold III. (später heiliggesprochen, heute Landespatron) erwarb sich durch seine Klostergründungen (vor allem das Stift Klosterneuburg) große Verdienste um die Urbarmachung des Landes. Die Gewinnung von Raum im Bereich des Wienerwaldes und östlich davon drückte sich auch in der Verlegung der Residenz der Markgrafen aus, die von Pöchlarn zuerst nach Melk, dann nach Klosterneuburg verlegt wurde, ehe 1142 Heinrich II. Wien zur Hauptstadt der Markgrafschaft erhob. 1156 wurde Ostarrîchi durch das Privilegium minus zum Herzogtum erhoben. Mit der Ausdehnung der Babenberger Herrschaft 1192 auf die Steiermark begann auch für große Gebiete westlich der Enns die Geschichte Österreichs. Damit begann auch die Unterscheidung zwischen Altösterreich und Neuösterreich und deren Wappen, wobei Altösterreich Niederösterreich ist, bzw. das altösterreichische Wappen jenes von Niederösterreich ist und das Neuösterreichische jenes der Babenberger, das heutige österreichische Wappen wurde.
Ab Juni 1241 bestehen Berichte über Überfälle nördlich der Donau bis hin nach Korneuburg durch ein paar hundert Mann der in Ungarn einfallenden Truppen des Mongolenreichs, wobei ein für Sommer 1241 berichteter Überfall auf „Neustat“ (wahrscheinlich Wiener Neustadt) erst bei einem Zufrieren der Donau ab dem Jahreswechsel 1242 durch herumstreifende Truppen als möglich erachtet wird. Der „Tatarenspuk“ in Niederösterreich war somit begrenzt, die Mongolischen Herrscher konzentrierten sich nämlich auf Ungarn, nachdem sie am 9. April die Schlacht bei Liegnitz (1241) gewannen und am Weg Mähren überollten. So fand der ungarische König Béla IV wahrscheinlich in Hainburg Zuflucht und versuchte in einem nicht verschriftlichen Geheimabkommen mit dem Herzog Friedrichs II. dessen Einfälle in Ungarn mit Unterstützung mit hohem Preis zu tauschen, so gewann Friedrich Kontrolle über die Komitate Wieselburg, Ödenburg und Eisenburg, was wiederum zum weiteren für den Osten Niederösterreichs folgereicheren Konflikt führte und in der Leithaschlacht 1246 mündete, und erst mit dem Frieden von Wien (1261) beendet werden konnte. Die mongolischen Truppen wüteten jedoch vermutlich in den gepfändeten Komitaten bis zu dem Abzug der Mongolen im April 1242, so stammt heute der Name von Neusiedl am See und somit des Neusiedlersees davon, dass sich deutsche dort niederließen, nachdem die Mongolen die ungarische Bevölkerung des davor bestehenden Ort „Sumbotheil“ (dt. Samstagmarkt) vernichteten. Béla IV. war bereits im Mai 1241 nach Zagreb und anschließend weiter Richtung Dalmatien gezogen, wohin das Mongolische Heer zog nach dem Tod des Großkhan Ögedei Ende 1241.
Mit dem Tode des letzten Babenbergers, Herzog Friedrichs II. des Streitbaren in der Schlacht an der Leitha im Jahr 1246 kam es zum Erbfolgestreit zwischen seiner Schwester Margarete und seiner Nichte Gertrud, die in Alland im Wienerwald residierte. Margarete siegte letztlich durch ihre Heirat mit Ottokar II. Přemysl, der dadurch die babenbergischen Länder mit Böhmen vereinigen konnte. Ottokar setzte die Kolonisierung des Landes fort, unter anderem durch Neugründung von Städten.

### Niederösterreich wird habsburgisch

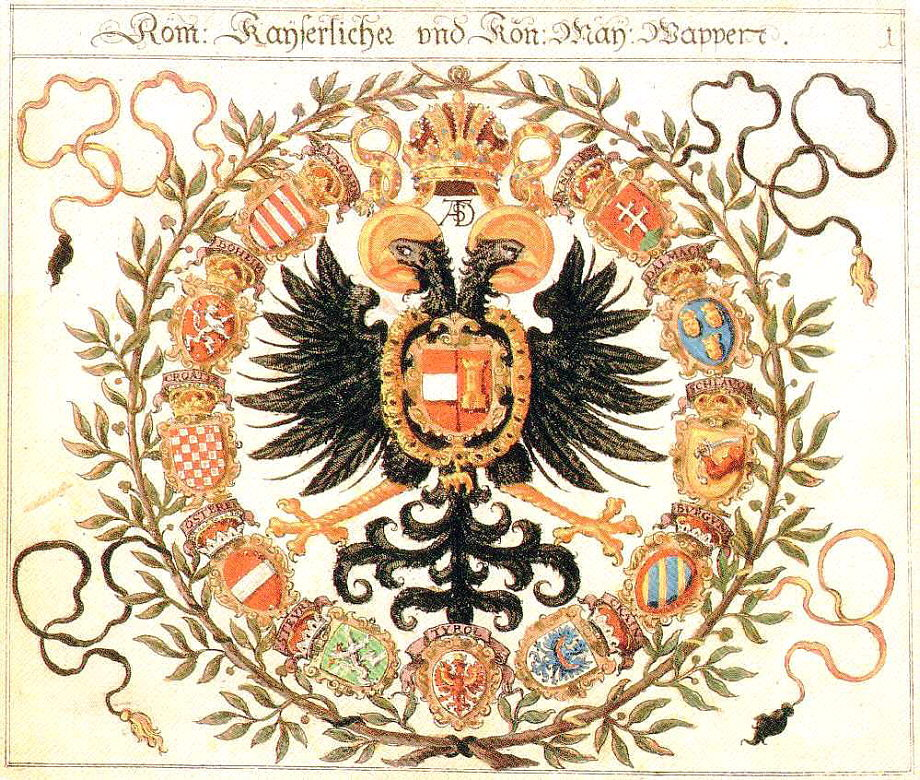
Kaiserwappen des HRR (Habsburg)

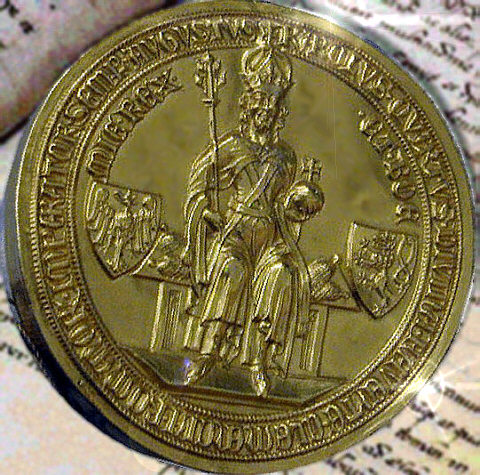
Die Goldene Bulle Kaiser Karls IV.

Im Jahr 1278, nach der Schlacht auf dem Marchfeld, kam das Gebiet unter habsburgische Herrschaft und wurde zu deren Kernland. Da die Habsburger in der Goldenen Bulle übergangen worden waren, versuchten sie auf andere Weise eine den Kurfürsten ähnliche Stellung zu erlangen. Herzog Rudolf IV. ließ mit dem Privilegium Maius eine Fälschung anfertigen, in der das Land zu einem Erzherzogtum erhöht wurde. Anerkannt wurde dies aber erst am 6. Jänner 1453 von Kaiser Friedrich III., der selbst Habsburger war.
Ansätze zu einer administrativen Teilung des Herzogtums Österreich entlang der Enns finden sich bereits bei Ottokar Přemysl, doch erst unter den Habsburgern etablierten sich eigene Stände für das Land ob der Enns in Linz. Durch einen Erbvertrag wurde nach dem Tod von Ladislaus Postumus im Jahr 1458 Friedrich III. Österreich unter der Enns (auch: nied der Enns), das heutige Niederösterreich, zugesprochen, während sein Bruder Albrecht VI. Österreich ob der Enns (heutiges Oberösterreich) erhielt. Gleichwohl galten beide Territorien bis zum Februarpatent 1861 als zwei Teile desselben Erzherzogtums, erst dann wurde Österreich ob der Enns ein eigenständiges Erzherzogtum.
Im Spätmittelalter und in der frühen Neuzeit war der niederösterreichische Raum ständig von Unruhen betroffen, angefangen mit den Erbstreitigkeiten der Habsburger um 1400, über die Hussitenkriege und die ständigen Behauptungsversuche Friedrichs III., bis zu den Invasionen des Ungarnkönigs Matthias Corvinus im 15. Jahrhundert. Viele dieser Kämpfe verselbständigten sich und das „Fehdewesen“ wurde allgemein als Landplage empfunden, das die öffentliche Ordnung an den Rand der Auflösung brachte. Erst Ferdinand I. konnte die Ordnung wiederherstellen, allerdings zu einem hohen Preis: Den Städten wurde jegliche Selbstverwaltung genommen und Proteste wurden wie beim Wiener Neustädter Blutgericht im Keim erstickt.
Im Jahr 1349 führte die Pest zur Reduktion der Bevölkerung in Niederösterreich um rund 20 % und viele Siedlungen wurden im Zuge von Restrukturierungen der herrschaftlichen Besitzungen aufgegeben.

## Neuzeit

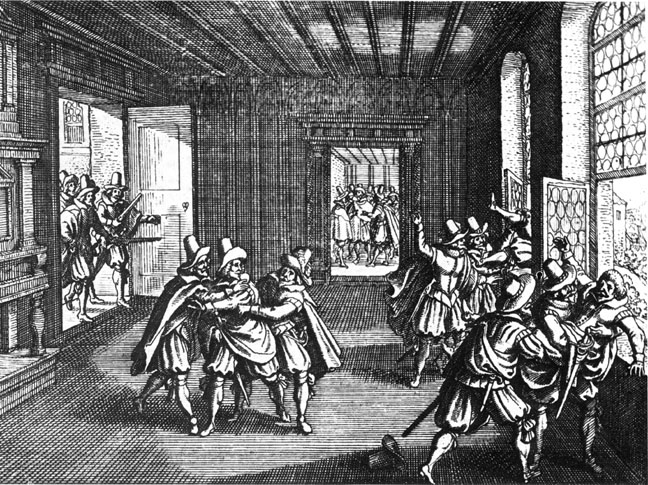
Der Prager Fenstersturz war 1618 ein Auslöser des Dreißigjährigen Krieges

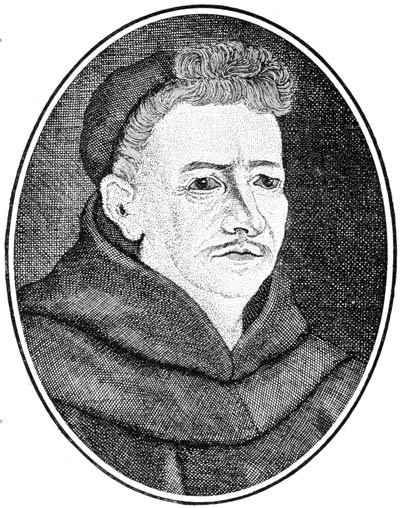
Abraham a Sancta Clara – der bedeutendste Prediger der Barockzeit, um 1700 in Wien

Zu Beginn der Neuzeit, Niederösterreich befand sich weiterhin unter der Herrschaft des Hauses Habsburg, waren zwei Ereignisse für die weitere Entwicklung des Landes maßgebend: Die mit Beginn des 16. Jahrhunderts aufkommende Reformationsbewegung – der Protestantismus fand gerade in Niederösterreich besonders breite Resonanz – sowie die Bedrohung durch die Osmanen.
Das Land war 1529 bei der Ersten Türkenbelagerung Wiens stark betroffen. Dabei wurde das Umland Wiens von den Akıncı, einer etwa 20.000 Mann starken Reitertruppe im Dienst der Osmanen, schwer heimgesucht. Ein drastischer Bevölkerungsrückgang in ganz Niederösterreich war die Folge.
Die Gegenreformation setzte in dem protestantisch gewordenen Land erst ab den 1570er Jahren ein, dann aber mit aller Vehemenz. Protagonisten waren vor allem die Jesuiten, die Schulen und Universitäten übernahmen. Eine wichtige Figur der Rekatholisierung war Kardinal Melchior Khlesl, der Sekretär des späteren Kaisers Matthias.
Zur Wahrung ihrer politischen und religiösen Freiheiten schlossen die protestantischen Stände 1619 ein Bündnis mit den Ständen des Königreichs Böhmen (Beitritt zur Confoederatio Bohemica), das gegen den habsburgischen Landesherrn Kaiser Ferdinand II. gerichtet war. Zuvor hatten sie allerdings mit der sogenannten Sturmpetition versucht ihn zum Abschluss eines Friedens mit den aufständischen Böhmen und zu Zugeständnissen in Glaubenssachen zu nötigen. Zunächst blieb daher nur die katholische Minderheit dem Kaiser treu. Die militärische Niederlage der Protestanten in der Schlacht am Weißen Berg machte auch in Niederösterreich den Weg für die gewaltsam erzwungene Gegenreformation frei, wodurch 1645 schwedische Truppen Zwettl und Korneuburg eroberten. Die untertänige Bevölkerung musste in den zwanziger Jahren des 17. Jahrhunderts ausnahmslos wieder zum katholischen Glauben wechseln. Verschont blieben nur wenige protestantische Adlige, die sich nicht am Aufstand gegen den Kaiser beteiligt hatten. Die übrigen evangelischen Herren und Ritter mussten, wenn sie nicht konvertierten, das Land verlassen. Ihr Besitz wurde an katholische Parteigänger des Kaisers vergeben. Der Klerus gewann durch die Gegenreformation wieder an Bedeutung, wichtige Klöster waren das Stift Melk, Klosterneuburg und das Stift Göttweig.
Der Dreißigjährige Krieg schien Niederösterreich lange Zeit wenig zu berühren, lediglich zu Beginn dieses langen Krieges, als Graf Heinrich Matthias von Thurn mit dem Heer der aufständischen Böhmen auf Wien vorrückte, wurden einige Orte entlang der heutigen Brünner Straße geplündert. Gegen Ende des Krieges kam es jedoch weit schlimmer: Bei Jankau in Böhmen, etwa 60 km südöstlich von Prag, fand die letzte große Schlacht des Dreißigjährigen Krieges statt. Am 6. März 1645 besiegte ein schwedisch-protestantisches Heer unter Feldmarschall Lennart Torstensson die kaiserlich-habsburgischen Truppen unter Feldmarschall Melchior Graf von Hatzfeldt, womit für die Schweden der Weg nach Wien offenstand. Die schwedischen Truppen verwüsteten große Teile des Weinviertels, etliche Burgen wie Staatz und Falkenstein sind seitdem Ruinen. Der Markt Gaunersdorf, also das heutige Gaweinstal, wurde wie Stockerau vollständig niedergebrannt. Die Städte Krems, Korneuburg und Stein wiederum erlitten durch schwedische Angriffe und die anschließende Rückeroberung durch kaiserliche Streitkräfte schwere Schäden und Verluste an Menschenleben.
Nach der Schlacht bei Mohács 1526 und dem darauf folgenden Zusammenbruch des ungarischen Königreiches war Niederösterreich zum Grenzgebiet des Heiligen Römischen Reichs geworden und es bis 1683 geblieben, als die Osmanen nach der erfolglosen Zweiten Belagerung Wiens zurückgedrängt wurden. Da die Bevölkerung durch die bis zu 300.000 Mann umfassende türkische Armee schwerste Verluste erlitten hatte – Wien hatte zu dieser Zeit etwa 20.000 Einwohner –, kam es zur Neubesiedlung weiter Teile Niederösterreichs durch Köhler, Holzknechte und Bauern aus der Steiermark, dem Salzkammergut, Oberösterreich, Tirol, Bayern und Schwaben, etwa in St. Corona, Klausen-Leopoldsdorf, Hochstraß und Pressbaum.
In dieser Zeit wurden die Herrschaftssitze des Landadels im Barockstil neu errichtet oder ausgebaut; so z. B. das Schloss Artstetten, das um 1710 stark erweitert wurde, oder Schloss Hof, das Prinz Eugen 1726 aufgekauft und vergrößert hatte.

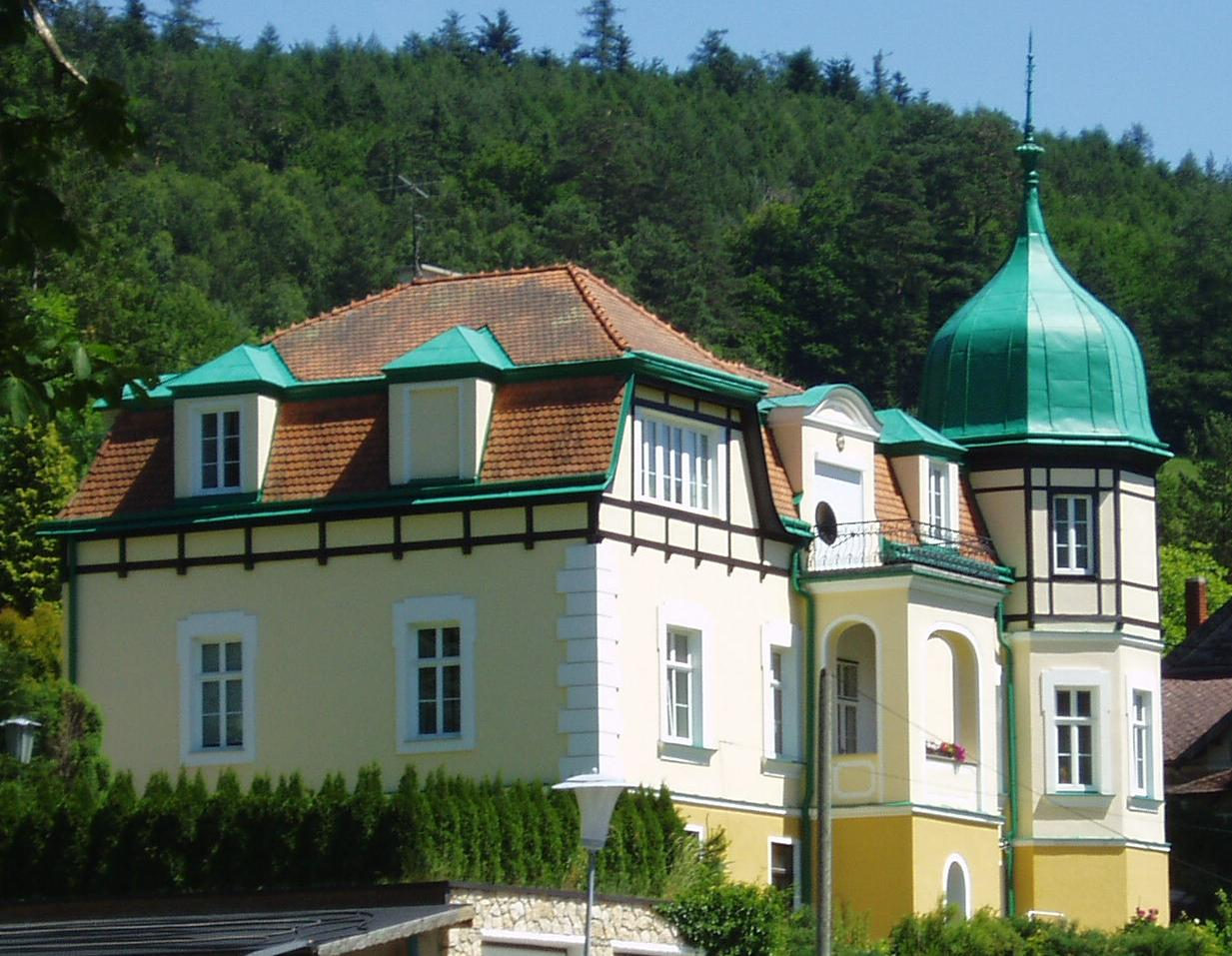
Villa des Fin de siècle in Neuhaus

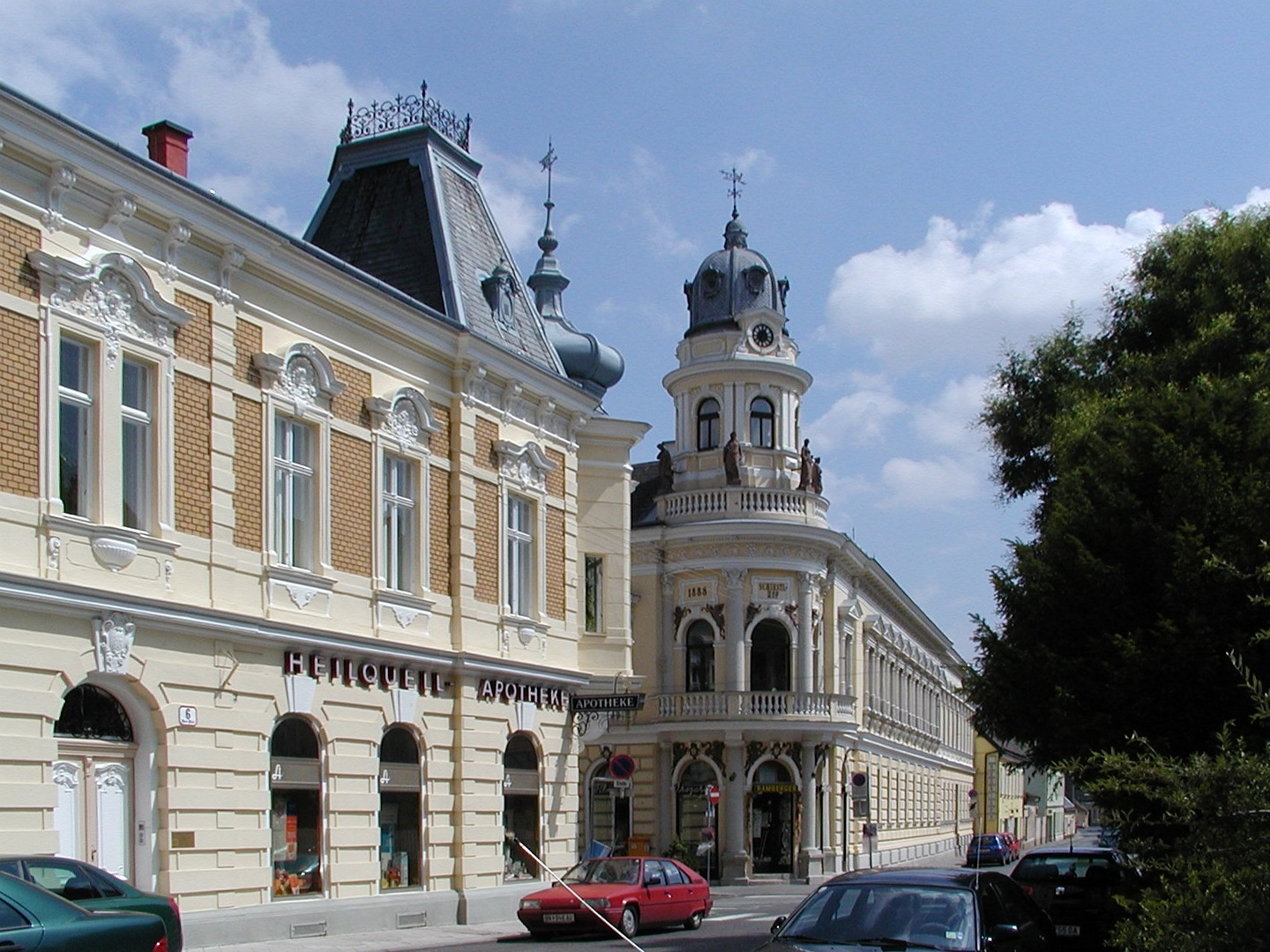
Bauten des Historismus in Baden

Auch nach dem Wegfall der Bedrohung durch die Osmanen blieb Niederösterreich von Schlachten und Kriegen nicht verschont. Neben den Verheerungen durch die Kuruzen zu Beginn des 18. Jahrhunderts und den späteren Einfällen der Preußen – zuletzt 1866 – waren vor allem die Napoleonischen Kriege von 1805 und 1809 für Niederösterreich von Bedeutung. Im Vor- und Umfeld der niederösterreichischen Ereignisse Schlacht bei Aspern und Schlacht bei Wagram kam es zu Plünderungen und Vergewaltigungen der nach wie vor vorwiegend bäuerlichen Bevölkerung.
Im Zuge der Industriellen Revolution wurde das Eisenbahnnetz mit dem Zentrum in Wien errichtet, beginnend mit der Kaiser Ferdinands-Nordbahn, deren erste Teilstrecke, (Wien) Floridsdorf–Deutsch-Wagram, 1837 als erste Dampfeisenbahn Österreichs eröffnet wurde. (Die Nordbahn blieb bis zum Ende der Monarchie, 1918, die wichtigste Bahnlinie Niederösterreichs.) Die Semmeringbahn erschloss von 1854 an das Bergbaugebiet in der östlichen Steiermark, Ostbahn und Westbahn verbanden dieses mit den entstehenden Industrien in Böhmen, Ober- und Niederösterreich und dem agrarwirtschaftlich geprägten Ungarn. Das Umland der k.k. Reichshaupt- und Residenzstadt Kaiser Franz Josephs I. profitierte von ihr und wurde dadurch mit zum Kristallisationspunkt des geistigen und künstlerischen Potentials Mitteleuropas. Das Fin de Siècle prägte das Land architektonisch und kulturell. Noch heute lebt diese Atmosphäre z. B. durch die Tragödie von Kronprinz Rudolf in Mayerling, die Jugendstilbauten in Neuhaus, Villen am Semmering und die Biedermeierbauten in Baden fort.

## Standeswesen, Verwaltung

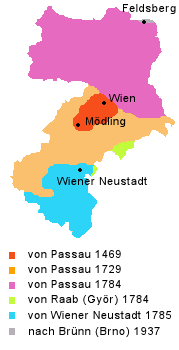
Entwicklung der Erzdiözese Wien

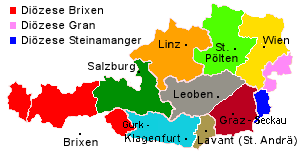
Österreichische Diözesen um 1850

Mit der administrativen Trennung Oberösterreichs vom Kernland Österreich hatte Ottokar II. Přemysl das spätere Bundesland Niederösterreich Ende des 13. Jahrhunderts als Verwaltungseinheit geschaffen.
Während aber die Babenberger bis 1246 und Ottokar bis 1278 ausschließlich das Gerichtswesen an Hof- und Landtaidingen delegiert hatten, entwickelten sich diese im Laufe des 14. Jahrhunderts zu ständischen Landtagen die den Fürsten auch in militärischen und steuerlichen Belangen berieten. Dieser Rat hatte Beschwerde- und Petitionsrecht und die Möglichkeit zu Gesetzesinitiativen. Die Gesetze selbst wurden allerdings per Patent vom Fürsten selbst erlassen.
Neben den landesfürstlichen Erbämtern Marschall, Kämmerer, Truchsess und Mundschenk entstanden Verwaltungsbehörden der Landstände.
Die Mitglieder der Landtage der Landschaft des späten Mittelalters und der Neuzeit waren einerseits adelige, grundbesitzende Herren und Ritter und geistliche Würdenträger wie Pröpste und Äbte im Prälatenstand. Auch der Vierte Stand war in der Ständeordnung durch Bürgermeister, Klostervorsteher oder Stadtrichter vertreten.
Im Jahr 1513 kauften die niederösterreichischen Stände von den Liechtensteinern ein Palais, das heutige Palais Niederösterreich, in der Herrengasse in Wien, das zum Landhaus und Verwaltungszentrum umgestaltet wurde. Die Stände verloren Mitte des 18. Jahrhunderts durch Maria Theresia und die Josephinischen Reformen viele ihrer Kompetenzen, die sie nur zum Teil unter Leopold II. (1790–1792) wiedererlangten.
Nach den Napoleonischen Kriegen, dem Wiener Kongress 1814/15 und dem metternichschen System im Biedermeier, brachte die Märzrevolution von 1848 den Rücktritt von Kaiser Ferdinand I., das Ende der ständischen Vertretung und die Rückkehr zu Zentralismus und Absolutismus- die Restauration der Monarchie unter dem neuen, jungen Kaiser Franz Joseph I. brach an. Nach der Abschaffung der Grundherrschaft 1848 musste der habsburgische Staat ein neues Netz von Bezirksbehörden für die Lokalverwaltung schaffen.
Im Erzherzogtum Österreich unter der Enns trat am 6. April 1861 der erste gewählte Landtag von Niederösterreich zusammen. Durch das Zensuswahlrecht, das an eine bestimmte Steuerleistung des Wählers gebunden war, wählten kaum zehn Prozent der Einwohner Niederösterreichs die 66 Mitglieder des Landtages. Grundlage von Verfassung, Landesordnung und Landtagswahlordnung war das kaiserliche Februarpatent des gleichen Jahres, das die alten Befugnisse der Landtage zugunsten des Reichsrates stark beschnitt, und im Wesentlichen bis zum durch den Ersten Weltkrieg herbeigeführten Ende der k. u. k. Monarchie galt.

## 20. Jahrhundert

### 1918–1938
Nach dem Ersten Weltkrieg und dem Zerfall Österreich-Ungarns wurde Niederösterreich im Spätherbst 1918 zum Grenzland. Das deutsch besiedelte Südmähren (aus dem die späteren österreichischen Bundespräsidenten Karl Renner und Adolf Schärf stammten) wollte sich 1918 an Deutschösterreich bzw. Niederösterreich anschließen, doch wurde dieser Landesteil sehr rasch von tschechischen Truppen besetzt. In St. Germain wurde dann definitiv bestimmt, dass Südmähren ungeachtet der deutschen Muttersprache der Mehrheitsbevölkerung zur Tschechoslowakei zu gehören habe. Dies wirkte sich negativ auf die politische Stabilität und die Zufriedenheit der Bevölkerung aus.
Die neu entstandene Tschechoslowakei forderte zudem die Abtretung niederösterreichischen Gebietes, das sie ab November 1918 großteils bereits besetzt hatte, und bekam dieses am 10. September 1919 im Vertrag von Saint-Germain auch zugesprochen. In den Verhandlungen von St. Germain, auf die die Vertreter Deutschösterreichs fast keinen Einfluss hatten, während die Tschechen zu den Siegermächten gezählt wurden, wurden das gesamte Gebiet der Bahnstrecke Lundenburg–Grusbach und der Gmünder Hauptbahnhof von der Tschechoslowakei beansprucht, obwohl die betroffenen Bahnstrecken zum Teil in Niederösterreich verliefen (siehe Feldsberg), da zum Zeitpunkt des Baues niemand damit rechnen konnte, dass aus dieser Landesgrenze jemals eine Staatsgrenze werden könnte. Österreich bot der Tschechoslowakei die Neutrassierung der Strecke über mährisches Gebiet auf eigene Kosten an, was von tschechoslowakischer Seite abgelehnt wurde. Im Friedensvertrag von St. Germain wurde deshalb die Stadt Feldsberg, wo sich die Niederösterreichische Weinbauakademie befand, mit den Nachbargemeinden im nordöstlichen Weinviertel der Tschechoslowakei zugesprochen; der österreichische Bahnknotenpunkt Gmünd (siehe auch České Velenice) musste auf bei Österreich verbliebenem Gebiet des Waldviertels neu errichtet werden.
Von 1934 an war auch das von der ČSR 1919 neu gewonnene niederösterreichische Gebiet der Planung und Ausführung des Tschechoslowakischen Walls unterworfen, mit dem man sich vor allem gegen das expandierende nationalsozialistische Deutsche Reich sichern wollte. 1938 wurden die Arbeiten daran eingestellt, als die Tschechoslowakei die deutsch besiedelten Grenzgebiete aufgrund des Münchner Abkommens an das Deutsche Reich abtreten musste.
Die traditionellen wirtschaftlichen und Verkehrsverbindungen Niederösterreichs nach Böhmen und Mähren wurden durch die 1918 entstandene neue Staatsgrenze beeinträchtigt, was sich negativ auf die fragile Nachkriegswirtschaft auswirkte.
Niederösterreich wurde zum größten und bevölkerungsreichsten unter den vorerst sieben Bundesländern der neuen Republik (das Burgenland war noch nicht Teil Österreichs) und erhielt aufgrund der Zugehörigkeit Wiens zum Land einen sozialdemokratischen Wiener, Albert Sever, als Landeshauptmann. Um die Dominanz Niederösterreichs in der föderalen Struktur abzubauen und den Gegensatz zwischen überwiegend roten Hauptstädtern und schwarzen Bauern zu beheben, wurde, vor allem aufgrund des Drängens des niederösterreichischen Bauernbundes, im am 1. Oktober 1920 beschlossenen und am 10. November 1920 in Kraft getretenen Bundes-Verfassungsgesetz Wien von diesem Tag an als eigenes Bundesland definiert; es beschloss an diesem Tag auch seine eigene Stadt- und Landesverfassung. Der Wiener Bürgermeister war nun auch Landeshauptmann von Wien.
Nach etwa ein Jahr dauernden Trennungsverhandlungen, die sich auf öffentliche Einrichtungen und bisher gemeinsamen Liegenschaftsbesitz konzentrierten, trat Sever im November 1921 zurück. Ende Dezember 1921 beschlossen der seit 10. November 1920 bestehende Wiener Landtag und der niederösterreichische Landtag ohne Wiener Abgeordnete in getrennten Vorgängen das in beiden Ländern gleichlautende Trennungsgesetz, das am 1. Jänner 1922 in Kraft trat. (Das historische niederösterreichische Landhaus in der Wiener Herrengasse ging erst 1995 in das Alleineigentum Niederösterreichs über.) Somit hatte Niederösterreich zwar keine offizielle Hauptstadt mehr, die Landesverwaltung blieb aber weiterhin in Wien.
Zwei zur gesamtösterreichischen Geschichte gehörige Ereignisse haben zwischen Erstem und Zweitem Weltkrieg in Niederösterreich stattgefunden: der Korneuburger Eid, mit dem dem demokratischen Parlamentarismus und dem Parteienstaat der Kampf angesagt wurde, und das Anhaltelager Wöllersdorf, wo der Ständestaat Gegner gefangen hielt.

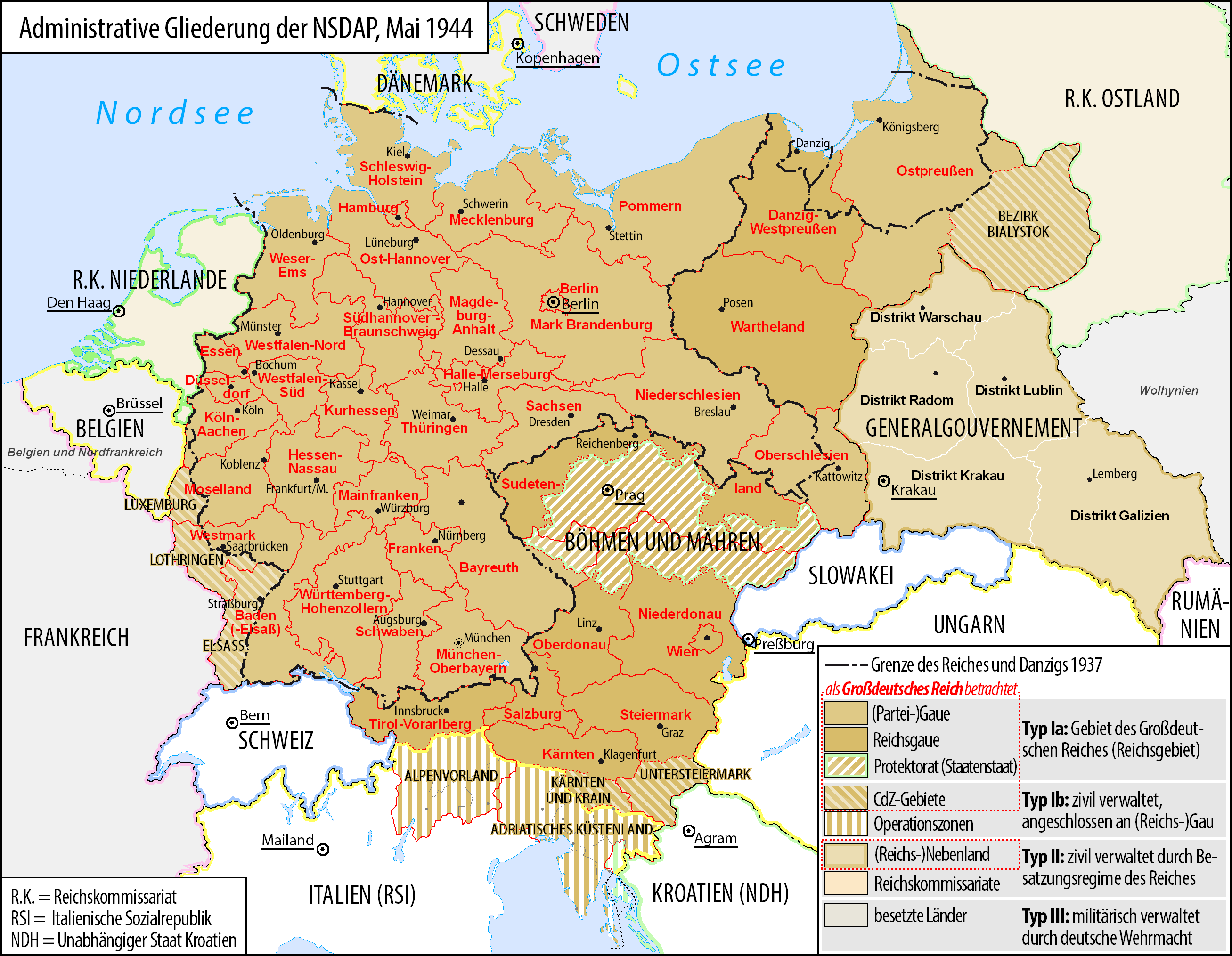
Reichsgaue und Generalgouvernement 1944

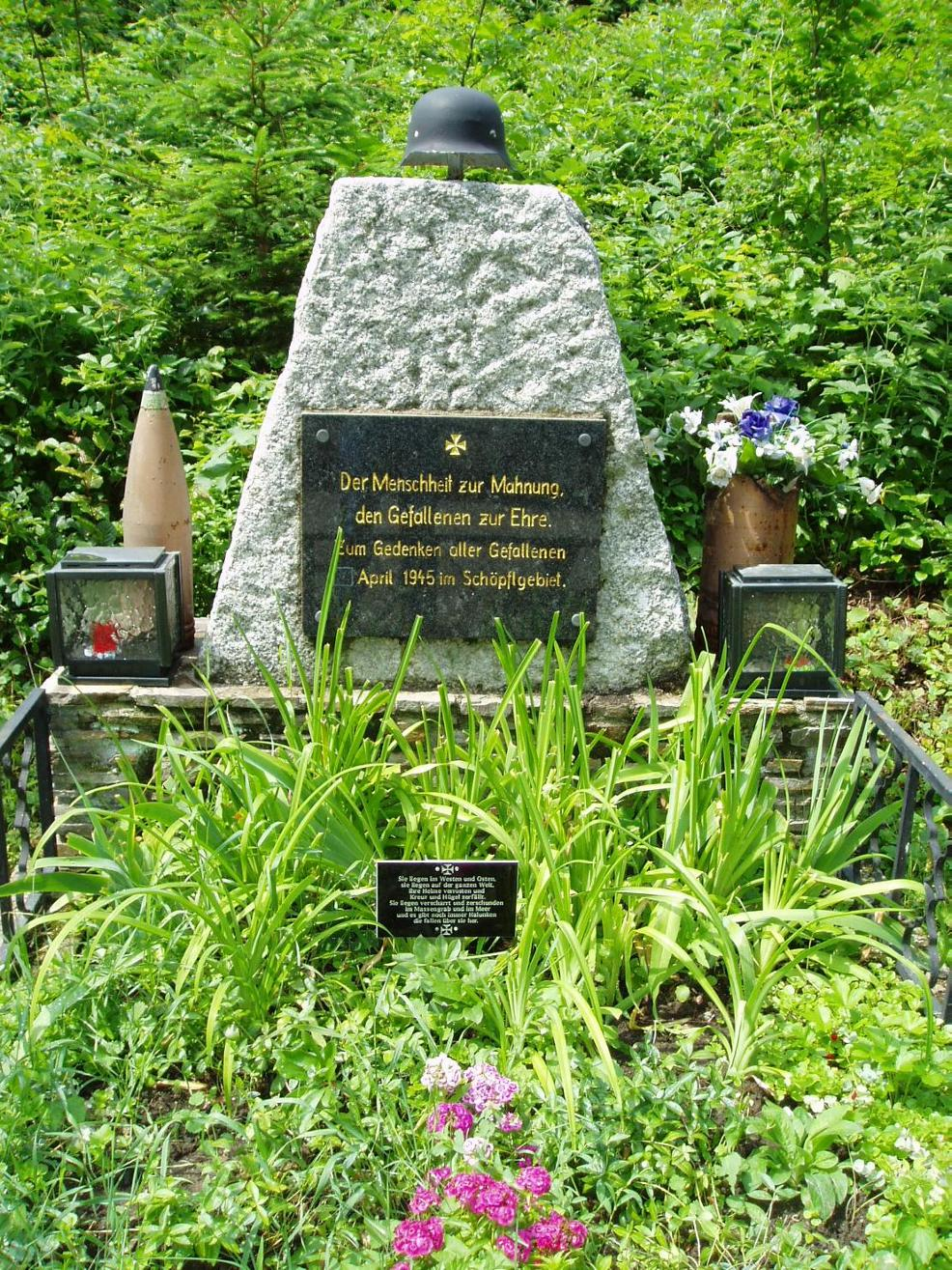
Zweiter Weltkrieg, Tote am Schöpfl – Mahnmal an der Straße St. Corona – Klausen-Leopoldsdorf

### 1938–1945
In der Zeit des Nationalsozialismus 1938 bis 1945 verschwand jeder Bezug zum österreichischen Namen, das Land hieß gemäß dem Ostmarkgesetz vom 14. April 1939 Gau Niederdonau. Wien blieb zwar der Verwaltungssitz, Krems wurde aber zur „Gauhauptstadt“ erhoben. Von Mai 1938 bis zum Ende des Krieges war Hugo Jury Gauleiter des Gaues Niederdonau. Durch die Bildung von Groß-Wien im Herbst 1938 verlor Niederösterreich die Wiener Umlandgemeinden, die die wirtschaftlich stärksten Gebiete waren. Das nach dem (der Tschechoslowakei aufgezwungenen) Münchner Abkommen am 1. Oktober 1938 vom Deutschen Reich annektierte Südmähren gehörte vom 15. April 1939 bis zum 8. Mai 1945 zum Gau Niederdonau. Hitler ließ das Burgenland auflösen; die Städte Eisenstadt und Rust und die Bezirke Eisenstadt, Mattersburg, Neusiedl am See und Oberpullendorf wurden am 15. Oktober 1938 ebenfalls dem Gau Niederdonau zugeschlagen und verblieben dort bis Herbst 1945.
Im Waldviertel wurden viele Menschen rund um Döllersheim ausgesiedelt, das Gebiet zum Heeressperrbezirk erklärt und der größte Truppenübungsplatz des Deutschen Reiches errichtet. Hier wurden Kampfverbände für den Osten zusammengestellt und Sammellager für Beutegut angelegt. Hierfür wurden Landbesitzer enteignet. Entlang der Thermenlinie wurde aufgrund strategisch günstiger Position die kriegswichtige Schwerindustrie, wie der Flugzeugbau, angesiedelt, die im Zweiten Weltkrieg 1944/1945 von den Alliierten stark bombardiert wurde. Speziell Wiener Neustadt war immer wieder das Ziel der amerikanischen Bomberflotten. In der Nähe der Rüstungsbetriebe wurden auch Lager für Zwangsarbeiter eingerichtet. Die abschließende sowjetische Offensive (Schlacht um Wien) gegen die Truppen der Wehrmacht fand in der ersten Aprilhälfte 1945 statt.
Nach dem Ende des Nationalsozialismus wurden in Niederösterreich von den neugebildeten staatlichen Behörden aufgrund des Verbotsgesetzes 1945 84795 Nationalsozialisten registriert, davon wurden ca. 2000 NSDAP-Funktionäre verhaftet. Aufgrund der geänderten Bestimmungen im Verbotsgesetz 1947 wurden 6920 Personen als belastet eingestuft, 76400 als minderbelastet.

### 1945–heute
Die Rote Armee besetzte Wien und ganz Ostösterreich. Die alliierten Siegermächte vereinbarten, Niederösterreich der sowjetischen Besatzungszone zuzuschlagen und machten aus Wien – in den Grenzen von 1937 – eine Vier-Sektoren-Stadt. 1946 beschlossen Wien, Niederösterreich und der Nationalrat, viele der 1938 Groß-Wien eingemeindeten Ortschaften wieder an Niederösterreich zurückzugeben. Aufgrund eines Vetos der sowjetischen Besatzungsmacht konnte dieses Gesetz erst 1954 kundgemacht werden und in Kraft treten.
Der Zusammenbruch des Dritten Reiches 1945 war vor allem in Ostniederösterreich mit schweren Heimsuchungen verbunden. Bombardierungen, Kampfhandlungen, Zerstörungen, Plünderungen, Vergewaltigungen sowie vereinzelte Verhaftungen und Entführungen politisch missliebiger Personen durch sowjetische Kräfte prägten die ersten Nachkriegsjahre. Dies sowie die zehnjährige sowjetische Besetzung und die Eingliederung vieler Betriebe in die USIA-Gruppe komplizierten und verlangsamten den Wiederaufbau. Niederösterreich geriet dadurch gegenüber den westlichen Bundesländern ins Hintertreffen. Erst nach Abzug der sowjetischen Besatzungstruppen 1955 nach dem Abschluss des Österreichischen Staatsvertrags war eine freie politische und ökonomische Entwicklung möglich.
Anfang der sechziger Jahre wurde unter Landeshauptmannstellvertreter und gleichzeitig Newag-Generaldirektor Viktor Müllner südlich von Wien die Südstadt errichtet. In der Südstadt errichteten NEWAG und Niogas, später zu EVN fusioniert, ihre Hauptsitze. Ein Sportzentrum dient u. a. zum Aufbau von Spitzensportlern (Liese Prokop trainierte dort). Wohn- und Reihenhäuser im Grünen komplettierten die nahe der Triester Straße (B17) gelegene Siedlung, die zur Gemeinde Maria Enzersdorf gehört.
Der Aufholprozess führte erst um 1975 unter Landeshauptmann Andreas Maurer zu einem annähernden Gleichziehen mit jenen Bundesländern, die unter westalliierter Besatzung gestanden waren, und verursachte eine grundlegende Veränderung der Wirtschafts- und Sozialstruktur des Landes. Der Anteil der Landwirtschaft sank stark, während der Dienstleistungs- und Industriesektor im Umland der Städte enorm anwuchs.
Auch die dadurch entstandene Landflucht in die Ballungszentren Wien und Linz ließ das Fehlen einer eigenen Landeshauptstadt immer mehr als Mangel empfinden. Der Landtag entschloss sich 1986 unter der Führung von Landeshauptmann Siegfried Ludwig zur Durchführung einer Volksbefragung, um die Hauptstadtfrage Niederösterreichs zu lösen. St. Pölten wurde schließlich nach einer ausgedehnten Werbekampagne und der positiv verlaufenen Volksbefragung zur Landeshauptstadt erhoben. Renommierte Architekten, darunter Hans Hollein und Klaus Kada, entwarfen ein neues Regierungsviertel sowie das Kulturzentrum mit Museum und Festspielhaus. Die niederösterreichischen Behörden wurden Zug um Zug nach St. Pölten umgesiedelt, die Landesregierung selbst übersiedelte 1996. Gustav Peichl errichtete in St. Pölten ein neues ORF-Landesstudio. Mit der Entscheidung für eine eigene Landeshauptstadt blieb mehr Geld im Land, und es wurde – ebenso wie wenig später durch den Fall des Eisernen Vorhangs – die Prosperität Niederösterreichs gefördert.